# Courchevel (Savoie)
Courchevel község Franciaország Auvergne-Rhône-Alpes régiójában, Savoie megyében. Új községként 2017. január 1-jén jött létre La Perrière és Saint-Bon-Tarentaise község egyesítésével. A korábbi községek egyesülésekor az új község lélekszáma 2432 fő lett. Lakosainak száma 2295 fő (2022. január 1.).

## Népesség
| Lakosok száma | 2370 | 2361 | 2362 | 2360 | 2358 | 2311 | 2295 |
|               | 2015 | 2017 | 2018 | 2019 | 2020 | 2021 | 2022 |